# Minuta do zmage
Minuta do zmage je spretnostni šov, narejen po ameriškem formatu (Minute to win it televizije NBC iz leta 2010), ki ga je v Slovenijo marca 2011 pripeljal POP TV in je na sporedu vsak petek ob 20:00. Voditelj oddaje je Bojan Emeršič.

## Opis in denarna lestvica
Vsak tekmovalec mora za dosego zmagovalnih 100,000 EUR uspešno izvesti vseh 10 izbranih iger. Za izvedbo posamezne igre ima na voljo točno 60 sekund. Med vzpenjanjem po lestvici ima 3 življenja. Po uspešno opravljeni igri lahko odstopi od tekmovanja in domov odnese že priigran znesek, po prvi, peti in osmi uspešno opravljeni igri pride na stopnjo, kjer je priigran znesek zagotovo njegov.
Igre preizkušajo tekmovalčevo spretnost, telesno pripravljenost, moč duha, simpatičnost in drugačnost.
| Stopnja | Vrednost  |
| ------- | --------- |
| 1       | 500 €     |
| 2       | 1,000 €   |
| 3       | 2,500 €   |
| 4       | 5,000 €   |
| 5       | 7,000 €   |
| 6       | 10,000 €  |
| 7       | 25,000 €  |
| 8       | 50,000 €  |
| 9       | 75,000 €  |
| 10      | 100,000 € |

## Prva sezona (2011)
Prva sezona se je predvajala od 19. marca 2011 do 24. junija 2011 in je vsebovala 15 oddaj. Vsaka oddaja je bila najbolj gledana oddaja ob 20:00 na slovenskih televizijah; spremljalo jo je 40 % Slovencev (vir: AGB Nielsen Media Research, marec-maj 2011).

## Druga sezona (2011)
Prva sezona se je predvajala od 9. september 2011 do 16. decembra 2011 in je vsebovala 15 oddaj. Vsaka oddaja je bila najbolj gledana oddaja ob 20:00 na slovenskih televizijah; spremljalo jo je 40 % Slovencev (vir: AGB Nielsen Media Research, marec-maj 2011).

## Tretje sezona (2012)
Tretja sezona je prišla na spored 9. marca 2012. Toda ta sezona ni bila enaka prejšnjim dvem sezonam. V tretji sezoni so lahko sodelovali pari in skupine, ter se skupaj prebili skozi 10 iger do najvišjega možnega zneska, ki ostaja 100.000 EUR. Ta sezona bo prav tako novost na področju iger v šovu, saj bodo te popolnoma nove, še nikoli videne igre.